# Tomáš Mitis z Limuz
Tomáš Mitis z Limuz (21. prosince 1523 Nymburk – 31. ledna 1591 Praha), také nazýván Thomas Mitis Lymusaeus, Thomas Mitis z Limusa nebo Lemusa, Tomáš Mitis z Limuz nebo Tomáš Tichý byl český humanistický novolatinský básník, správce školy a vydavatel.

## Život
Byl synem bakaláře Jana Kamaritha (také Kamarýta), zvaného Mitis, hudebníka, správce školy a konšela v Nymburku. Chodil do školy v Nymburku a Žatci, dále studoval na Karlově univerzitě v Praze, kde byl studentem českého humanisty, pedagoga a spisovatele Matouše Collinuse z Chotěřiny.
V roce 1546 se stal bakalářem a v roce 1552 mistrem svobodných umění.
V letech 1550–1554 učil na městské škole v Českém Brodě, později učil v Pražském Starém Městě na škole u sv. Jindřicha.
Byl v přímém kontaktu s předními literárními postavami své doby a také byl členem básnické družiny Jana Hodějovského. Psal latinské básně převážně náboženského obsahu. Od roku 1563 byl knihkupcem a vydavatelem s vlastní tiskárnou. Vydával díla Bohuslava Hasištejnského z Lobkovic a dalších humanistů. V roce 1571 se kvůli dovážení a prodávání zakázaných kalvínských a zwingliánských knih dostal do konfliktu a knihy neschválené cenzurou mu byly zabaveny.